# Russians
Pour les articles homonymes, voir Russe (homonymie).
Singles de Sting
Fortress Around Your Heart (en)
(1985) Moon over Bourbon Street
(1986)
Clip vidéo
[vidéo] « Sting - Russians », sur YouTube
[vidéo] « Sergueï Prokofiev - Lieutenant Kijé Opus 60, 2e mouvement Romance (1933) », sur YouTube
Russians (Les Russes, en anglais) est une chanson anglaise du chanteur britannique Sting, single extrait de son premier album solo The Dream of the Blue Turtles de 1985,. Un de ses succès internationaux emblématiques, sur le thème de la « dissuasion nucléaire de la guerre froide » entre autres n°1 des ventes European Hot 100 Singles, et 2e meilleur vente de l'album aux États-Unis.

## Histoire
Sting fonde le groupe britannique The Police en 1976, avant de poursuivre sa carrière solo en 1984. Il compose et écrit alors cette chanson de son premier album solo sur le thème alors en vogue de « dissuasion et prolifération nucléaires pendant la guerre froide » entre les États-Unis et l'URSS (ou bloc de l'Est et bloc de l'Ouest) « En Europe et en Amérique, un sentiment d'hystérie grandit, conditionnés à répondre à toutes les menaces... ».
Le thème musical de style rock symphonique, inspiré de la vague new wave de l'époque, est repris et adapté du 2e mouvement Romance de la suite orchestrale Lieutenant Kijé opus 60, de 1933, du compositeur russe Sergueï Prokofiev,, lui même adapté de la chanson de style médiévale populaire russe « La colombe grise gémit ».
L'introduction du morceau comprend un extrait de l'époque du principal journal télévisé soviétique Vremya (Le temps) dans lequel le journaliste Igor Kirillov déclare en russe « Le Premier ministre britannique a qualifié les pourparlers avec le chef de la délégation, Mikhaïl Gorbatchev, d'échange constructif, amical et réaliste. » en référence à la rencontre de 1984 entre le futur dirigeant russe Mikhaïl Gorbatchev et Margaret Thatcher, alors que l'URSS est dirigée par Konstantin Tchernenko.
En arrière-plan sonore, on peut entendre des communications extraites de la première poignée de main historique des spationautes de la mission Apollo-Soyouz, à la suite du succès de leur phase d'amarrage du 17 juillet 1975, première mission spatiale conjointe entre l'Union soviétique et les États-Unis.
En 2010, lors de son concert Live in Berlin, Sting explique que la chanson avait été inspirée en regardant la télévision soviétique à l'université Columbia de New York, « J'avais un ami à l'université qui a trouvé un moyen de capter le signal satellite de la télévision russe. Nous prenions quelques bières et montions un petit escalier pour regarder la télévision russe... À ce moment de la nuit, nous ne pouvions voir que les émissions pour enfants [à cause du décalage horaire], leur « Sesame Street ». Ce qui m'a frappé quand j'ai regardé ces programmes, c'est combien de soin et d'attention et clairement d'amour avaient été investis dans ces programmes. Et c'étaient nos ennemis, mais ils aiment clairement leurs enfants comme nous aimons les nôtres. ».

## Contexte
Dans le contexte de la guerre froide (1947-1991), Sting dénonce les dangers de la doctrine politique idéologique militaire de dissuasion nucléaire et de destruction réciproque assurée (ou équilibre de la terreur), entre les États-Unis et l'URSS, et leurs alliés respectifs, l'OTAN et le Pacte de Varsovie « There's no such thing as a winnable war. It's a lie we don't believe anymore » (« Il n'existe rien de tel qu'une guerre gagnable. C'est un mensonge auquel on ne croit plus »). Elle met dos à dos les représentants et leurs discours rhétoriques des deux superpuissances mondiales : 
« Mr. Khrushchev said « we will bury you » 
 I don't subscribe to this point of view »
« Monsieur Khrouchtchev a dit « Nous vous enterrerons » 
Je ne souscris pas à ce point de vue. »
« Mr. Reagan says « we will protect you »
I don't subscribe to this point of view »
« Monsieur Reagan dit « Nous vous protégerons » 
Je ne souscris pas à ce point de vue. »
Les paroles de la chanson aspirent à une vision occidentale de paix humaniste pacifique de la guerre froide, où Sting cite « Comment puis-je sauver mon petit garçon du jouet mortel d'Oppenheimer ? » (« Oppenheimer's deadly toy ») rapport à la première bombe atomique Little Boy, du physicien américain Robert Oppenheimer. Sting cite « I hope the Russians love their children too » (« j'espère que les Russes aussi aiment leurs enfants »), « What might save us me and you » ce qui selon ses espoirs (I hope) pourrait les dissuader d'une guerre nucléaire.
Ce tube international fait référence (avec entre autres Nikita d'Elton John de 1985) aux prémices et espoirs mondiaux d'alors de perestroïka, de glasnost et de détente des relations entre l'URSS et les puissances occidentales du nouveau dirigeant russe Mikhaïl Gorbatchev. La chute du mur de Berlin a lieu 4 ans plus tard, dans la nuit du 9 novembre 1989, symbole de la fin de l'URSS, de la guerre froide, et de l'ouverture des frontières entre Europe de l'Ouest et Europe de l'Est.
À la suite de l'invasion de l'Ukraine par la Russie et des nouvelles menaces de guerre nucléaire du dirigeant russe Vladimir Poutine, Sting publie le 5 mars 2022, sur Instagram, une vidéo de lui chantant une version acoustique de Russians, dédiée aux Ukrainiens, accompagné de sa guitare acoustique et d'un violoncelle,,.

## Clip vidéo
Le clip de la chanson est tourné en noir et blanc, réalisé par Jean-Baptiste Mondino, comme son précédent The Boys Of Summer de Don Henley. Il est inspiré de films satiriques tels que Le Dictateur, de 1940, de Charlie Chaplin. L'enfant-acteur Felix Howard (en) qui joue dans ce clip retrouve ensuite Mondino pour Open Your Heart, de Madonna, en 1986.

## Accueil

### Récompenses
| Pays   | Récompense | Date | Nombre de ventes certifiées | Nombre de ventes |
| ------ | ---------- | ---- | --------------------------- | ---------------- |
| France | Or         | 1985 | 500 000                     | 476 000          |

### Classements
La chanson est entre autres no 1 des ventes European Hot 100 Singles et deuxième meilleure vente de l'album aux États-Unis. Elle est devenue un hit en France, où elle est restée à la deuxième place des ventes pendant trois semaines et dans le Top 50 pendant 19 semaines.
| Pays        | Position dans les classements (1985) |
| ----------- | ------------------------------------ |
| Pays-Bas    | 18                                   |
| France      | 2                                    |
| Irlande     | 10                                   |
| Suède       | 26                                   |
| Suisse      | 13                                   |
| Royaume-Uni | 12                                   |
| États-Unis  | 16                                   |

### Postérité
Le cinéaste James Cameron a déclaré que cette chanson lui a inspiré le personnage de John Connor, un enfant de dix ans, personnage central de l'intrigue du film de science-fiction Terminator 2 : Le Jugement dernier de 1991.